# URA3
URA3是釀酒酵母（Saccharomyces cerevisiae）V号染色体上的一个基因，系统名称为YEL021W。URA3编码乳清酸核苷-5'-磷酸脱羧酶 (ODCase)，催化嘧啶生物合成的关键一步反应，常在酵母的研究中作为一种“标记基因”使用。